# Bò Aubrac
Bò Aubrac là giống bò thịt của Pháp. Giống bò này bắt nguồn từ Cao nguyên de l'Aubrac ở Massif Central thuộc miền trung nam nước Pháp, từ đó giống bò này có cái tên như hiện nay. Nó có một bộ lông màu lúa mì và móng, mõm, mắt tối màu.

## Lịch sử
Aubrac có nguồn gốc từ đầu thế kỷ XIX trên cao nguyên Plateau de l'Aubrac ở Massif Central, trải dài trên các khu vực hiện đại là Aveyron, Cantal và Lozère, ở các vùng Auvergne-Rhône-Alpes và Occitanie.
Một số giống lai giới hạn diễn ra trong thế kỷ hai mươi: lai với bò Mézine, bây giờ đã tuyệt chủng, 1935–1945; với bò Maraîchine, 1945–1955; và với bò Parthenaise, 1955–1975.
Tình trạng bảo tồn của Aubrac là không có nguy cơ:143 Vào năm 2014, số lượng bò giống này được báo cáo vào khoảng 170 000 cá thể.

## Đặc điểm
Các con bò giống Aubrac khỏe mạnh, thích nghi với môi trường miền núi của Massif Central. Giống bò này được báo cáo là có khả năng đề kháng với trypanosomiasis, "bệnh ngủ" được truyền bởi ruồi xê xê.
Bò đực có chiều cao khi đứng khoảng 140 cm tínhh từ vai và nặng khoảng 950 kg; bò cái có chiều cao khoảng 128 cm và nặng khoảng 650 kg.

## Sử dụng
Aubrac được nuôi dưỡng chủ yếu để sản sinh thịt. Những con bò nặng khoảng 310 kg khi cai sữa. Một số sữa từ bò Aubrac được sử dụng để sản xuất pho mát Laguiole; người ta kỳ kọng rằng tỷ lệ này có thể đạt 10%.